# Koalicja Obywatelska
Als Koalicja Obywatelska (Bürgerkoalition) wird das 2018 geschlossene Wahlbündnis zwischen der liberal-konservativen Partei Platforma Obywatelska (Bürgerplattform), der wirtschaftsliberalen Partei Nowoczesna (Moderne) und der grünen Partei Zieloni (Grüne) bezeichnet. Regional hat sich diesem Wahlbündnis auch die Bewegung für die Autonomie Schlesiens angeschlossen.
Das Wahlbündnis trat erstmals zu den Kommunalwahlen 2018 gemeinsam auf. Im Juni 2019 wurde eine weitere Zusammenarbeit für kommende Wahlen vereinbart. Einen Monat später erklärte auch die grüne Partei Zieloni ihren Beitritt. Im August schließlich schloss sich die regional aktive Bewegung für die Autonomie Schlesiens dem Wahlbündnis an.
Das Wahlbündnis erreichte bei den Parlamentswahlen 2019 bei der Wahl zum Sejm, dem polnischen Unterhaus, schließlich 27,4 Prozent der Stimmen und errang damit 134 Mandate. Bei der Wahl zum Senat errang sie 35,66 Prozent der Stimmen und damit 43 Sitze.
Bei der Europawahl 2019 änderte das Wahlbündnis zwischenzeitlich seinen Namen in Koalicja Europejska (Europakoalition).
Zur Präsidentschaftswahl 2020 schickte das Wahlbündnis mit Rafał Trzaskowski von der Partei Platforma Obywatelska einen gemeinsamen Kandidaten ins Rennen. Trzaskowski gelang zwar der Einzug in eine nötig gewordene Stichwahl, er verfehlte jedoch knapp den Sieg gegen Amtsinhaber Andrzej Duda.
Bei den Parlamentswahlen in Polen 2023 gelang es dem Bündnis erneut, hinter der bisher regierenden PiS (Prawo i Sprawiedliwość) zweitstärkste Kraft zu werden, was es ihnen mithilfe der Stimmen von Koalicja Polska und Lewica erlaubte, das Kabinett Morawiecki III nach nur 14 Tagen im Amt abzulösen. Sein Nachfolger wurde Donald Tusk, der bereits 2021 erneut zum Vorsitzenden seiner Partei gewählt wurde und somit das Kabinett Tusk III formen konnte.
Bei den Europawahlen 2024 wurde die Bürgerkoalition mit 37,1 % der Stimmen und 21 Sitzen stärkste Kraft. 18 dieser Sitze gehören der EVP-Fraktion an.

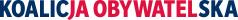
KO-Logo im Jahr 2019–2023